# Metopium gentlei
Metopium gentlei är en sumakväxtart som beskrevs av Cyrus Longworth Lundell. Metopium gentlei ingår i släktet Metopium och familjen sumakväxter. Inga underarter finns listade i Catalogue of Life.